# Borrendamme
Borrendamme is een verdronken dorp op het eiland Schouwen, ten westen van de stad Zierikzee in de Nederlandse provincie Zeeland. Door diverse stormvloeden raakte het dorp eind 16e eeuw grotendeels ontvolkt. Uiteindelijk werden in 1642 de laatste huizen afgebroken en het dorp hield op te bestaan.
De naam van het dorp is afkomstig van de kreek Borre of Bordene waarin een dam was aangebracht.

## Geschiedenis

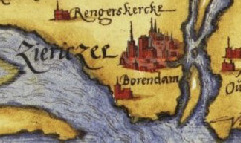
Borrendamme op een kaart uit 1573

De oudste vermelding van Borrendamme dateert uit 6 mei 1297: de Hollandse graaf Jan gaf een veer in leen aan Heldecope Hoebuyx' sone. Als voorwaarde bij de belening was bepaald dat de graaf, zijn familie en zijn boden altijd kosteloos van het veer gebruik mochten maken. 
Het dorp beschikte in de 13e eeuw over een kerk, gewijd aan Johannes de Doper, en was een zelfstandige parochie. 

### Kasteel
Tijdens het beleg van Zierikzee in 1304 door de Vlamingen waren het kasteel en ambacht Borrendamme in bezit van een zekere Hobuc. De toren van het kasteel zou als vuurbaken zijn gebruikt, maar toen per ongeluk het vuur in het stro viel, brandde het kasteel af. Omdat een deel overeind was blijven staan deden de poorters van Zierikzee de volgende dag een uitval en verwoestten het resterende deel van het kasteel. Na afloop van de belegering werd het ambacht Borrendamme als dank door de Hollandse graaf aan de stad Zierikzee geschonken. 

### Karel de Stoute
Dankzij het veer diende Borrendamme vaak als aanlegplek voor hooggeplaatste bezoekers voor de stad Zierikzee. Toen in 1468 in Ziereikzee de pest heerste, werd Karel de Stoute zelfs op de zeedijk van Borrendamme als nieuwe graaf van Zeeland ingehuldigd.

### Verwoesting
Borrendamme had veel te lijden van de Oosterschelde, die zorgde voor dijkvallen en een steeds verschuivende kustlijn. Zo stond Borrendamme in 1530 achttien dagen onder water als gevolg van de Sint-Felixvloed. Door de vele overstromingen raakte het dorp rond 1570 grotendeels ontvolkt. In 1610 of 1613 brak de dijk door en werd het dorp Borrendamme opgegeven. De puinresten van de kerk werden gebruikt om de zeedijk te verstevigen. In 1637-1638 werd een nieuwe dijk aangelegd en de laatste paar huizen werden in 1642 definitief afgebroken.
In 1822 kwamen bij dijkaanleg de resten van de kerktoren tevoorschijn. De fundamenten zijn ingetekend en daarna verwijderd.